# Bangladesh Amateur Radio League
Die Bangladesh Amateur Radio League (BARL), deutsch „Bangladeschischer Amateurfunkverband“, ist die nationale Vereinigung der Funkamateure in Bangladesch.

## Geschichte
Im Jahr 1965, während des Zweiten Indisch-Pakistanischen Krieges, war Amateurfunk in Bangladesch, damals ein Teil Pakistans und genannt Ostpakistan, verboten. Auch nach Erlangung der Unabhängigkeit Bangladeschs im Jahr 1971 blieb das Verbot in Kraft und es war weiterhin kein Amateurfunk im Lande erlaubt.
Am 20. Mai 1979 wurde die BARL mit dem Hauptzweck gegründet, den Amateurfunk in Bangladesch zu fördern. Um dies zu erreichen, strebte der Verband enge Beziehungen zu nationalen und internationalen Behörden und Organisationen an. Die Beharrlichkeit und die stetige Überzeugungsarbeit des Verbandes zeitigten schließlich Erfolge und im Jahr 1982 wurde die BARL als 115. Mitgliedsverband in die International Amateur Radio Union (IARU Region 3), der internationalen Vereinigung von Amateurfunkverbänden, aufgenommen und vertritt seitdem dort die Interessen der Funkamateure des Landes.
Trotz aller Bemühungen konnte sich der Amateurfunk in Bangladesch jedoch praktisch weiterhin nicht entwickeln. Dies änderte sich erst, nachdem Anfang 1991 eine neue, demokratisch gewählte Regierung ins Amt kam. Nahezu zeitgleich erlitt das Land eine verheerende Naturkatastrophe, bei der über 125.000 Menschen durch einen Zyklon und eine nachfolgende Flutwelle ums Leben kamen. Die gewohnten Telekommunikationsverbindungen waren für mehrere Tage lang unterbrochen. Jetzt schlug die Stunde der BARL, die sich umgehend an die Behörden wandte, ihre Hilfe anbot und darum bat, das Amateurfunkverbot aufzuheben. So gelang es, eine Notfall-Kommunikation aufzubauen und Hilfe für die leidenden Menschen zu organisieren.
Dies führte schließlich am 29. August 1991 zur formellen Genehmigung des Amateurfunkdienstes in Bangladesch – zwölf Jahre nach Gründung der BARL.